# Давыдовка (Рязанская область)
Давы́довка — посёлок в Кадомском районе Рязанской области России. Входит в состав Котелинского сельского поселения.

## География
Посёлок находится в восточной части Рязанской области, в зоне хвойно-широколиственных лесов, в пределах Окско-Донской равнины, на правом берегу реки Урзева, на расстоянии примерно 21 км (по прямой) к юго-западу от Кадома, административного центра района. Абсолютная высота — 107 м над уровнем моря.

### Климат
Климат характеризуется как умеренно континентальный, относительно сухой, с тёплым летом и умеренно холодной зимой. Средняя температура воздуха самого холодного месяца (января) — −10 °C (абсолютный минимум — −42 °C); самого тёплого месяца (июля) — 20 °C (абсолютный максимум — 38 °C). Безморозный период длится около 142—147 дней. Продолжительность вегетационного периода составляет около 180 дней. Среднегодовое количество осадков — 550 мм, из которых большая часть выпадает в тёплый период.

### Часовой пояс
Посёлок Давыдовка, как и вся Рязанская область, находится в часовой зоне МСК (московское время). Смещение применяемого времени относительно UTC составляет +3:00.

## Население
| 1984 | 2010 |
| ---- | ---- |
| 10   | ↘0   |